# Adelheid von Tübingen-Herrenberg
Adelheid von Tübingen-Herrenberg OCist (* 14. Jahrhundert; † 25. Oktober 1367) war eine deutsche Zisterzienserin und ab 1361 bis 1367 Äbtissin des Zisterzienser-Klosters Lichtenthal.

## Leben
Dem alten Äbtissinnenverzeichnis (AV) des Klosters Lichtenthal zufolge waren Adelheid von Tübingen (1361/67) und Adelheid von Herrenberg (1367/73) Äbtissinnen in Lichtenthal. Erkenntnisse der neueren Zeit nach Auswertung alter Lichtenthaler Urkunden legen nahe, dass beide Äbtissinnen wohl ein und dieselbe Person sind. Adelheid von Tübingen tritt urkundlich erstmalig vom 24. Juni 1362 bis zum 24. Dezember 1366 auf. In einer weiteren Urkunde vom 4. Juni 1367 erscheint eine Adelheid von Herrenberg, die jedoch nur einmal genannt wird. Als Begründung, dass es sich um identische Personen handelt, wird die Gleichheit des Vornamens Adelheid angeführt, sowie das Adelheid von Herrenberg zur gleichen gräflichen Familie der Scheerer von Tübingen-Herrenberg gehörte wie Adelheid von Tübingen. Nach einem Auskunftsersuchen einer Lichtenthaler Konventualin wies der Tübinger Heimatforscher Paul Löffler im Jahr 1945 – der entschieden die Identität beider Adelheids als eine Person vertrat – noch auf die Gleichheit beider Wappen hin. Demzufolge ergäbe sich für Adelheid von „Tübingen“ nach dem im Martyrologium angegebenen Todesdatum vom 25. Oktober 1367 auch eine Geltung für Adelheid von „Herrenberg“.